# لافونتین ۵۷۸۰
سیارک ۵۷۸۰ (به انگلیسی: 5780 Lafontaine، نامگذاری:1990EJ2) پنج هزار و هفتصد و هشتادمین سیارک کشف شده‌است که در ۲ مارس ۱۹۹۰ کشف شد.
قدر مطلق سیارک برابر ۱۱٫۸۰ است.